# اکله
آکله، روستایی از توابع بخش فامنین شهرستان همدان در استان همدان ایران است.

## جمعیت
این روستا در دهستان مفتح قرار دارد و براساس سرشماری مرکز آمار ایران در سال ۱۳۹۵، جمعیت آن ۳۲۳ نفر (۹۴خانوار) بوده‌است.شغل مردم روستا بیشترکشاورزی و دامداری می باشد در سالهای قبل آب روستا خیلی خوب بود ولی متاسفانه روستا الان با کمبود آب برای کشاورزی مواجه می باشد و کل کشاورزی روستا دیم می باشد .لهجه مکالمه مردم این روستا زبان شیرین ترکی می باشد.در مناسبتهای مذهبی و اعیاد بیشتر مردم روستا که به شهرهای دیگر کوچ کرده اند به روستا بر می گردند ودر مراسمات شرکت می کنند